# 新拉古納 (新墨西哥州)
新拉古納（英語：New Laguna）是位於美國新墨西哥州錫沃拉縣的非建制地區。

## 地理
新拉古納所處的海拔為高於海平面1789米（即5869英呎），而該地所採用的時區為UTC-7，即北美山地时区（MST）。同時該地設有夏令時間，為UTC-7調快一小時，即UTC-6（MDT）。